# Imprensa pedófila
A imprensa pedófila é o conjunto de publicações impressas dirigidas especialmente aos pedófilos. Entre os conteúdos que oferece há notícias, ensaios, resenhas, fotografias e informações sobre a pedofilia e a infância.

## História
A primeira publicação conhecida dedicada exclusivamente à pedofilia foi a revista acadêmica International Journal of Greek Love, publicada nos Estados Unidos entre janeiro de 1965 e novembro de 1966 pelo famoso numismático Walter Breen. Apresentava-se como uma revista "trimestral dedicada aos estudos literários, históricos, sociológicos, psicológicos e outros relacionados com o fenómeno do amor grego, definido como o amor entre homens e adolescentes". Apesar da sua fugacidade e circulação reduzida, a publicação, que foi uma tentativa pioneira de publicar uma revista científica dedicada ao estudo da pederastia, teve uma influência considerável entre os academistas homossexuais e abriu caminho a outras importantes publicações ativistas ou acadêmicas sobre o tema. O artigo de Jonathan Drake sobre a prostitução em Turquia continua a ser uma das fontes mais citadas sobre a homossexualidade naquele pais. O artigo de Hammond sobre o Paidikion, um manuscrito anônimo de tema pederástico de 570 páginas escrito por Kenneth Searight, criador da língua auxiliar sona, em torno ao ano 1917, e o estudo de Marion Z. Bradley sobre o "amor grego" feminino na literatura moderna, são outras colaborações que serviram para o debate.
Entre o final dos anos 60 e início dos 80, em países como Alemanha, Dinamarca, Estados Unidos, Países Baixos e Suécia, aproveitando uma brecha legal que permitia a distribuição de pornografia infantil, foram publicadas revistas impressas como Lolita, Piccolo, Boy e outras, nas quais apareciam de simples nus infantis até cenas de sexo explícito, de incesto como também de atos com menores. Em alguns casos, produtoras comerciais como Color Climax Corporation assumiram a sua distribuição. Com o endurecimento das leis sobre pornografia cessou a publicação desse tipo de revistas.
Em 1979 aparece o primeiro número de Pan: A Magazine About Boy-Love, uma revista internacional em inglês dirigida aos pedófilos homossexuais, publicada oficialmente nos Países Baixos pela associação Spartacus e editada por John D. Stamford e Frank Torey. Incluía notícias, artigos, fotografias de meninos (semi nus) e outros conteúdos de interesse para os pedófilos. Especialistas no tema como Frits Bernard e Edward Brongersma colaboraram regularmente com a revista. Em total foram publicados 21 números, até dezembro de 1985.
Durante os anos 80, em paralelo com os boletins das diversas associações pedófilas, são publicadas várias revistas mais ou menos relacionadas com o ativismo pedófilo, como  Palestra (1985) ou Gaie France (1986-1993), revista homossexual próxima à Nova Direita francesa, fundada por Michel Caignet. Também são publicadas inúmeras revistas fotográficas: Backside (1983-1985), Beach Boys (1985-1986), Eklat (1985), Jean's (1985) e Photokid (1986).
Em 1987 é criada Paidika: The Journal of Paedophilia (1987-1995), uma revista acadêmica editada nos Paises Baixos, dedicada ao estudo da pedofilia de um ponto de vista positivo e normalizador. Desde o início, Paidika se diferenciou doutras publicações dedicadas à pedofilia: apresentava um desenho profissional e as suas colaborações eram revisadas por pares. Entre os membros do seu conselho de redação, alguns deles abertamente favoráveis ao movimento ativista pedófilo, havia especialistas como Frits Bernard, Edward Brongersma, Vern L. Bullough e D. H. (Donald) Mader. Durante os seus nove anos de existência Paidika publicou mais de trinta artigos de pesquisa acadêmica (sobre história, antropologia, psicologia e outras disciplinas), poesia, resenhas de livros e crítica artística e cinematográfica. O estudo de D. H. Mader sobre a pederastia na Bíblia e o estudo transcultural de Robert Bauserman sobre a pedofilia masculina são os seus trabalhos mais citados. Por outro lado, todo o que se sabe sobre a pedofilia de personagens como Karol Szymanowski e Jacques d'Adelswärd-Fersen é através de Paidika. Um dos aspectos mais pioneiros da revista foram as suas entrevistas com destacados especialistas no estudo da sexualidade (entre eles Gunter Schmidt, Kenneth Plummer, John Money e Gilbert Herdt). Embora o seu valor científico, o seu carácter ativista levou muitos a minimizar a importância das investigaçõs publicadas na revista e ela foi atacada com frequência e desacreditada como "revista pedófila" por seus detratores. Bullough e outros foram atacados por fazerem parte do seu conselho de redação e alguns críticos tentaram denigrar os academistas que publicaram artigos ou deram entrevistas à Paidika, como Bruce Rind, Robert Bauserman e Ralph Underwager.
Em 1993 a Fundação Amikejo dos Países Baixos publica o primeiro número de Koinos, uma revista bilíngue em inglês e alemão sobre a beleza dos adolescentes masculinos. Ela contém artigos sobre arte e política, ensaios acadêmicos, entrevistas, resenhas de livros e filmes, relatos e fotografias de meninos, com colaborações de diversos fotógrafos profissionais. Seu nome faz referência ao grego koiné, o dialeto padrão comum usado durante o período helenístico. É publicada cada quatro meses e pode ser adquirida, ainda hoje, através de ordem internacional e de um número limitado de distribuidores nos Países Baixos e a Alemanha.
Entre 2006 e 2010 o sueco Karl Andersson editou Destroyer, uma revista gay impressa e publicada oficialmente na República Checa e distribuída  internacionalmente através do seu site. Ao contrário da maioria de revistas gays, Destroyer  focou-se exclusivamente em crianças e adolescentes. Com un desenho semelhante ao de revistas como Playboy, a publicação continha fotografias, ensaios, entrevistas, resenhas, reportagens, artigos sobre cultura e relatos. Recibiu muitas crtíticas da mídia e de setores antipedófilos por, supostamente, "sexualizar" as crianças, mas Andersson rapidamente saiu em defesa da sua publicação e deu entrevistas para argumentar contra os seus detratores.

## Publicações por países
Eis uma lista parcial por ordem alfabética de publicações dirigidas especialmente ao público pedófilo. Inclui publicações acadêmicas ou de informação geral bem como revistas eróticas publicadas legalmente em alguns países desde o final dos anos 60 até o início dos 80:

### Dinamarca
- Boy[27] (CQC). Revista erótica.
- Piccolo[27] (CQC). Revista erótica.
- Uncle Jose[27] (CQC). Revista erótica.

### França
- Backside[12] (Harold Giroux), 1981-86. Revista fotográfica. ISSN 0755-1878.
- Beach Boys, 1985-86. Revista fotográfica.
- Eklat, 1985. Revista fotográfica.
- Gaie France, 1986-1993. A sua venda foi proibida aos menores, por ordem ministerial do 27 de maio de 1992,[28] por "incitação à pedofilia".

- Jean's,[29] 1985. Revista fotográfica.
- Palestra,[11] 1985. Revista cultural e de discussão.
- Photokid, 1986. Revista fotográfica.

### Estados Unidos
- Boy Art Magazine.[27] Revista fotográfica.
- Chicken.[27] Revista erótica.
- International Journal of Greek Love[1] (Oliver Layton Press), 1965-66; 2 números. Revista acadêmica.
- Kalos on Greek Love,[30][31] primavera 1976; número único.
- Nudist Moppets.[27] Revista fotográfica (nus).
- Lollitots.[27]

### Países Baixos
- Koinos (Amikejo Foundation), 1993-actualidade.
- Lolita magazine,[32] 1970-1984. Revista erótica.
- Nicks,[31] 1977-1982.
- Paidika: The Journal of Paedophilia[13] (Stichting Paidika Foundation), 1987-1995; 12 números. ISSN 0167-5907. Revista acadêmica.
- Pan: A Magazine About Boy-Love (posteriormente chamada Paedo Alert News)[31] (Spartacus), 1979-1985; 21 números. ISSN 0167.4749.

### República Checa
- Destroyer[25] (I Love Mags), 2006-10; 10 números. Revista gay centrada na beleza masculina adolescente. ISSN 1801-8203
- Martin[33] (Entis Verlag), anos 90. Revista fotográfica.

## Boletins
Muitas das associações pedófilas surgidas na Europa e nos Estados Unidos a partir dos anos 60 têm publicado os seus próprios boletins. O mais durador é o NAMBLA Bulletin da NAMBLA, publicado desde o ano 1980 até hoje. Eis uma lista parcial por ordem alfabética dos boletins de diversas associações pedófilas europeas e americanas:

### Alemanha
- Befreite Beziehung[34] (posteriormente Die Zeitung) (Deutsche Studien und Arbeitsgemeinschaft Pädophilie), 12 números.
- Zeitschrift für die Emanzipation der Pädophilie (Krumme 13), 1993-1996; 5 números.

### Australia
- Rockspider (Australian Paedophile Support Group).

### Dinamarca
- Ny Sexualpolitik (Danish Pedophile Association).

### Estados Unidos
- Alice Lovers Magazine (Visions of Alice), 2011-actualidade.
- Gayme Magazine[35] (NAMBLA).
- NAMBLA Bulletin, revista publicada por NAMBLA de 1980 a 2005.[36] Foi a revista para pedófilos mais antiga e duradoura, seguida por OK Magazine da associação Martijn. Fornecia notícias, relatos, artigos de opinião, fotografias, crítica cinematográfica, musical e literária, e uma seção fixa para cartas dos leitores.

### França
- Le Petit Gredin (Groupe de Recherche pour une Enfance Différente), 1981-87; 10 números.
- L'Espoir (Centre de Recherche et d'Information sur l'Enfance et la Sexualité), 1983-86.

### Itália
- Corriere dei pedofili (Gruppo P), ?-? [37]

### Países Baixos
- Ipce Newsletter[38] (Ipce), ?-?
- OK Magazine[31] (anteriormente Martijn) (Martijn), 1986-?

### Reino Unido
- Magpie[39] (Paedophile Information Exchange), 1977-1980; 17 números.
- Understanding Paedophilia[39] (Paedophile Information Exchange), 1976-77.
- Childhood Rights[39] (Paedophile Information Exchange), 1977-?[39]